# 美洲原住民語言
美洲原住民語言并不是一种语言，甚至也不是属于一种语系，而是美洲所有原住民的各种语言的总称。其中瑪雅語曾经有自己的文字系统。随着15世纪末开始西方殖民主义者的到来，美洲原住民数量在几百年的时间里锐减，再加上文化的同化，大部分美洲原住民语言都已经灭绝，目前即使会说美洲土著语言的大部分人也是操双语的人群。因为缺少研究材料，对美洲土著语言的研究很不足，目前对許多美洲土著语言的分类说法不一，尚不能把语系确定下来，只能暂时分为语组，大致有如下个语组，有几百种以上的语言，有许多语言现在能流利的说的人不足几十甚至几个人，大部分已经灭绝。

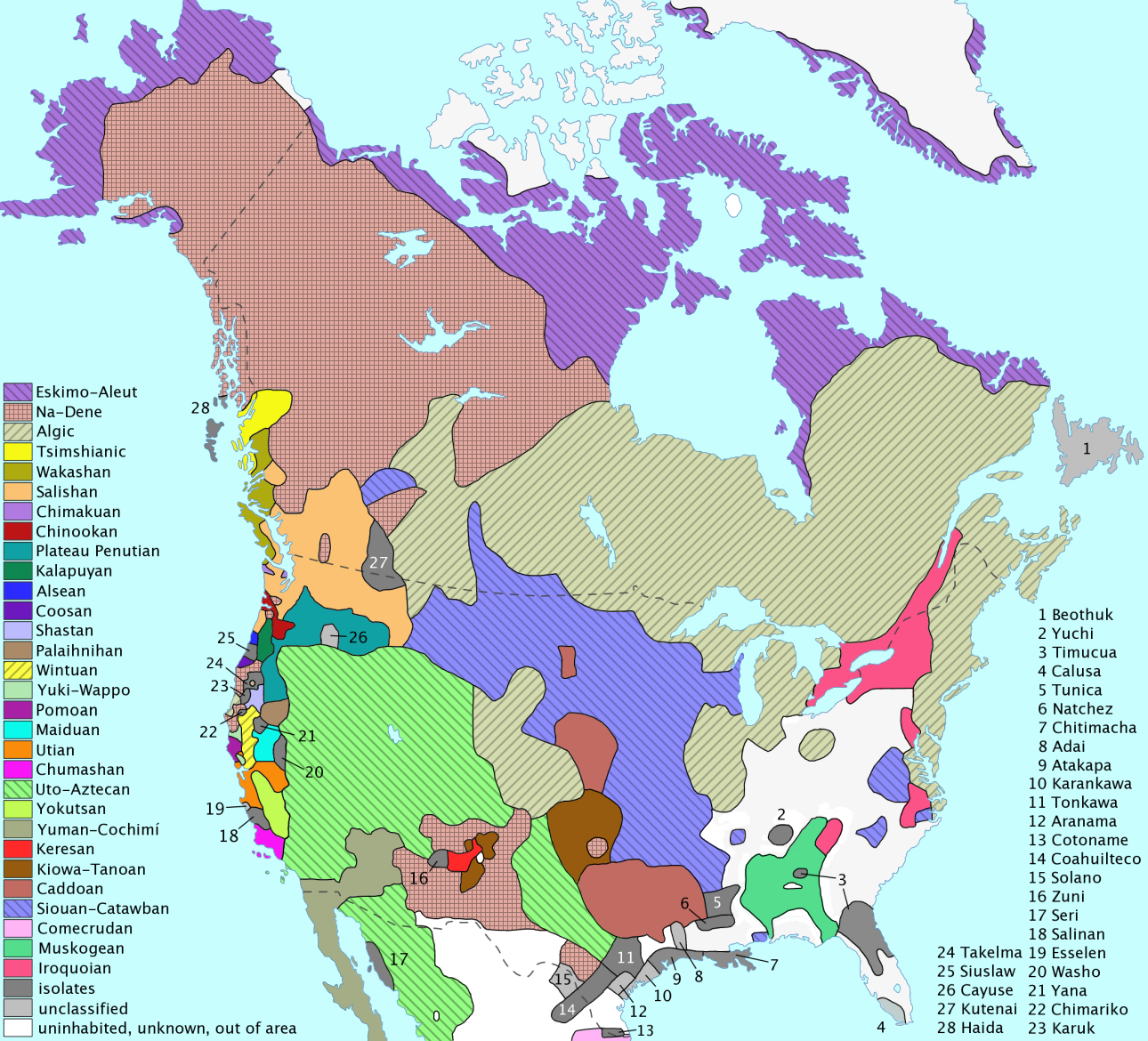

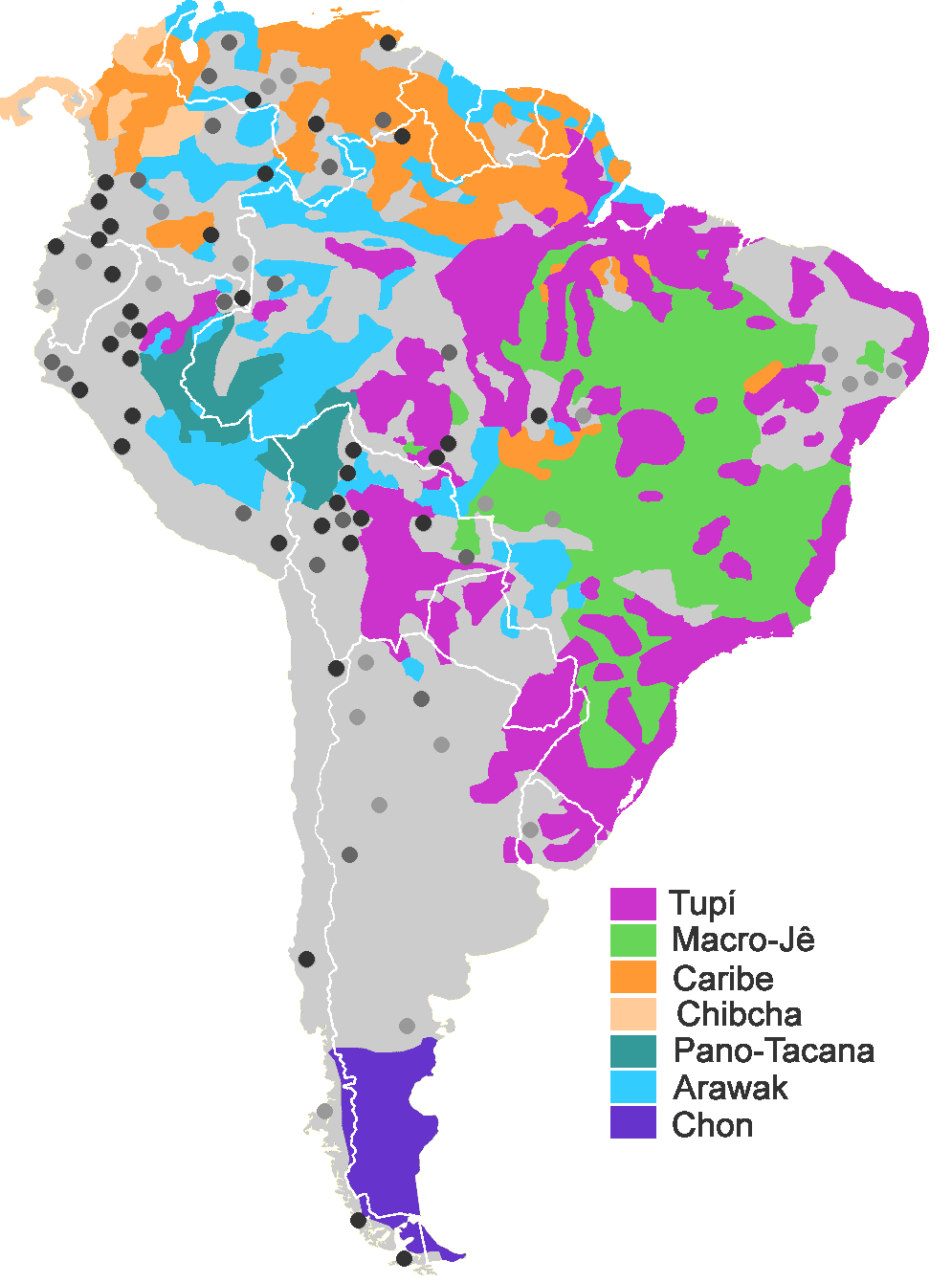
南美的大語系：黑點表示孤立語言，灰點表示語系劃分有爭議的語言

根据UNESCO的说法，美洲的大多数土著语言都处于严重濒危状态，许多语言已经成为休眠语言（没有母语使用者，但有一群遗产语言的使用者）或完全灭绝。大多数广泛使用的土著语言是南部克丘亚语（主要在南秘鲁和玻利维亚使用）和瓜拉尼语（以巴拉圭为中心，与西班牙语共同享有国家语言地位），大约有六七百万使用者（在瓜拉尼语的情况下，包括许多欧洲血统的人）。只有6种其他语言的使用者超过一百万；这些语言包括玻利维亚的艾马拉语和墨西哥的纳瓦特尔语，各有将近两百万使用者；危地马拉和墨西哥的玛雅语言克克其语、基切语和尤卡坦玛雅语，大约各有一百万使用者；可能还有一两种在秘鲁和厄瓜多尔的克丘亚语。在美国，根据2010年人口普查，有372,000人报告在家中使用一种土著语言。在加拿大，根据2011年人口普查，有133,000人报告在家中使用一种土著语言。在格陵兰，约90%的人口讲格陵兰语，这是最广泛使用的爱斯基摩语。

## 語系種類

### 北美洲
- 爱斯基摩-阿留申语系分布于北极地带，包括：
  - 因纽特语
  - 阿留申语

- 納-德內語系广泛分布在加拿大西部和美国的阿拉斯加州，主要包括：
  - 特林吉特语
  - 阿萨帕斯卡语

- 阿尔吉克语系广泛分布在北美东海岸，从加拿大东部到美国落矶山以东的广大地区，主要有以下几种：
  - 阿爾岡昆諸語言
    - 黑腳語
    - 夏延語
    - 阿拉帕霍語（英语：Arapaho language）
    - 克里語
    - 奧吉布瓦語
    - 波多沃米語（英语：Potawatomi language）
    - 福克斯語（英语：Fox language）（Sauk–Fox–Kickapoo）
    - 肖尼語（英语：Shawnee language）
    - 麻薩諸塞語（英语：Massachusett language）

  - 尤罗克语（英语：Yurok language）(Yurok)
  - 维约特语（英语：Wiyot language）(Wiyot)

- 萨利希语系分布从加拿大西部到美国西部太平洋沿岸：
  - 贝拉库拉语族（Bella Coola）
  - 海岸萨利希语族（Coast Salish）
  - 内陆萨利希语族（Interior Salish）

- 欽西安語系（英语：Tsimshianic languages）（Tsimshianic）分布於不列顛哥倫比亞省西北部、克奇坎與安妮特島

- 瓦卡希語系（英语：Wakashan languages）（Wakashan）分布於北美西北海岸與溫哥華島

- 蘇-卡塔巴语系（英语：Siouan languages）(Siouan–Catawban)分布於北美大平原大部分：
  - 西部蘇語族（英语：Western Siouan languages）（Western Siouan）
    - 蘇族語
    - 阿西尼博因語（英语：Assiniboine language）(Assiniboine)
    - 納科塔語（英语：Stoney language）(Stoney)
    - 克羅語（英语：Crow language）(Crow)

  - 卡塔巴語族（英语：Catawban languages）†（Catawban†）

- 基歐瓦-塔諾安語系（英语：Kiowa-Tanoan languages）(Kiowa-Tanoan)分布於北美大平原，新墨西哥、堪薩斯、奧克拉荷馬與德克薩斯：
  - 基歐瓦語（英语：Kiowa language）(Kiowa)
  - 傑梅茲語（英语：Jemez language）(Jemez)
  - 提瓦語（英语：Tiwa languages）(Tiwa)
  - 帖瓦語（英语：Tewa language）(Tewa)

- 卡多语系（英语：Caddoan languages）(Caddoan)分布於北美大平原，現今分布於北達科他南部與奧克拉荷馬

- 易洛魁語系分布於北美東部，主要於五大湖東部與聖勞倫斯河流域：
  - 塞尼卡語
  - 卡尤加語（英语：Cayuga language）（Cayuga）
  - 奧農達加語（英语：Onondaga language）（Onondaga）
  - 奧內達語（英语：Oneida language）（Oneida）
  - 莫霍克語
  - 切羅基語

- 穆斯科吉语系（英语：Muskogean languages）(Muskogean)分布於美國東南部：
  - 契卡索語（英语：Chickasaw language）（Chickasaw）
  - 喬克托語
  - 克里克-塞米諾爾語
  - 希奇提-密卡蘇奇語
  - 阿帕拉契語（英语：Apalachee language）（Apalachee†）
  - 阿拉巴馬語（英语：Alabama language）（Alabama）
  - 夸薩蒂語（英语：Koasati language）（Koasati）

### 中美洲
- 玉曼-科奇米语系（英语：Yuman–Cochimí languages）(Yuman–Cochimí)分布在美国加利福尼亚州南部與亞利桑那州西部，以及墨西哥下加利福尼亞州

- 猶他-阿茲特克語系分布从美国犹他州到墨西哥广大地区
  - 努米克語族（英语：Numic languages）
    - 北派尤特語（英语：Northern Paiute language）
    - 科曼奇語（英语：Comanche language）
    - 休休尼語
    - 科羅拉多河努米克語（Colorado River Numic language）

  - 霍皮語（英语：Hopi language）
  - 皮馬語族（英语：Piman languages）
  - 塔拉烏馬拉語族（英语：Tarahumaran languages）
  - 納瓦語族（英语：Nahuan languages）
    - 納瓦特爾語

- 歐托-曼格語系主要分佈在墨西哥，曾經分佈到尼加拉瓜與哥斯大黎加，包括薩波特克語、米斯特克語、奧托米語（英语：Otomi language）等等

- 馬雅語系分布在中美洲和墨西哥南部地区：
  - 犹加敦语支
  - 乔尔泽套语支
  - 瓦斯蒂克语支
  - 坎合巴祖赫语
  - 基切马梅语支

### 南美洲
- 阿拉瓦克语系分布在加勒比海岛屿到南美洲安第斯山以东的大部分地区
- 奇布恰语系分布在中美洲南部到哥伦比亚北部地区
- 克丘亚语系分布在南美洲安第斯山以东北部地区
- 图皮语系分布在南美从玻利维亚、巴拉圭到阿根廷地区
- 舒阿尔语系（英语：Shuar language）分布在亚马逊河上游森林中地区

### 引用
1. ↑  . Language Magazine.   [2020-08-16]. （原始内容存档于2020-08-10） （美国英语）.
2. ↑  .   [May 18, 2020]. （原始内容存档于2021-02-25）.

## 外部連結
- Catálogo de línguas indígenas sul-americanas （页面存档备份，存于）
- Diccionario etnolingüístico y guía bibliográfica de los pueblos indígenas sudamericanos
- Towards a general typology of South American indigenous languages. A bibliographical database
- South American Languages
- Society to Advance Indigenous Vernaculars of the United States （页面存档备份，存于） (SAIVUS)
- Indigenous Peoples Languages: Articles, News, Videos
- Documentation Center of the Linguistic Minorities of Panama
- The Archive of the Indigenous Languages of Latin America
- Indigenous Language Institute （页面存档备份，存于）
- The Society for the Study of the Indigenous Languages  of the Americas （页面存档备份，存于） (SSILA)
- Southern Oregon Digital Archives First Nations Tribal Collection （页面存档备份，存于） (collection of ethnographic, linguistic, & historical material)
- Center for the Study of the Native Languages of the Plains and Southwest
- Project for the Documentation of the Languages of Mesoamerica
- Programa de Formación en Educación Intercultural Bilingüe para los Países Andinos （页面存档备份，存于）
- Native American Language Center (University of California at Davis)
- Native Languages of the Americas （页面存档备份，存于）
- International Journal of American Linguistics （页面存档备份，存于）
- Our Languages (Saskatchewan Indian Cultural Centre)
- Swadesh Lists of Brazilian Native Languages